# Taverne (établissement)
Pour les articles homonymes, voir taverne.

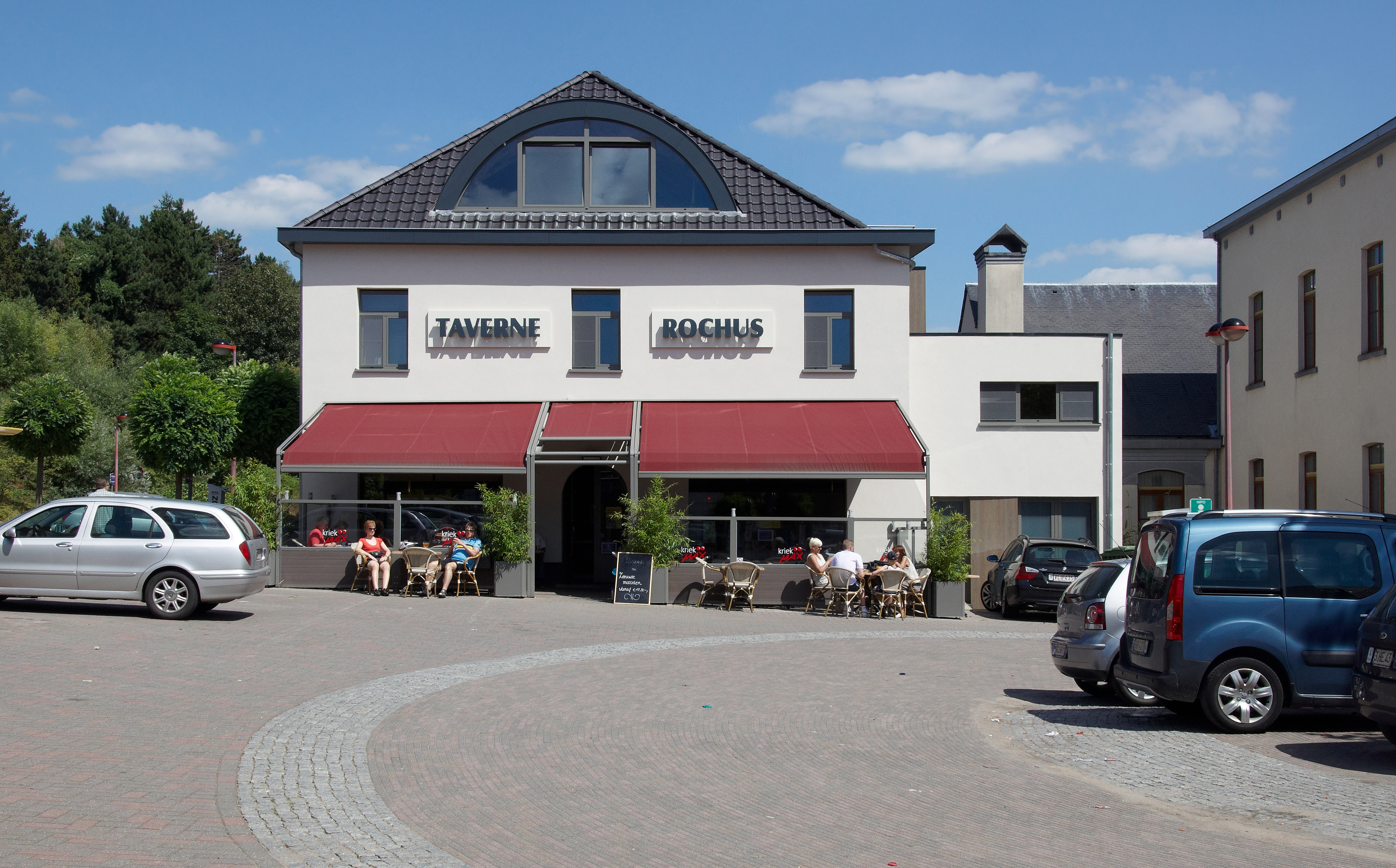
Une taverne à Huldenberg (Belgique).

Une taverne est un lieu public de restauration ou un débit de boissons, alcoolisées notamment.

## Étymologie
Le nom dérive du terme latin  taberna (pluriel : tabernae) qui désigne une typologie de local commercial ouvert sur la rue dans les cités de la Rome antique. Installée au rez-de-chaussée des insula, la taberna est typiquement dotée d'une seule pièce voûtée en berceau et son aménagement varie selon la nature du commerce exercé. Nommée thermopolium, elle permettait de consommer des aliments chauds et des boissons.

## Histoire

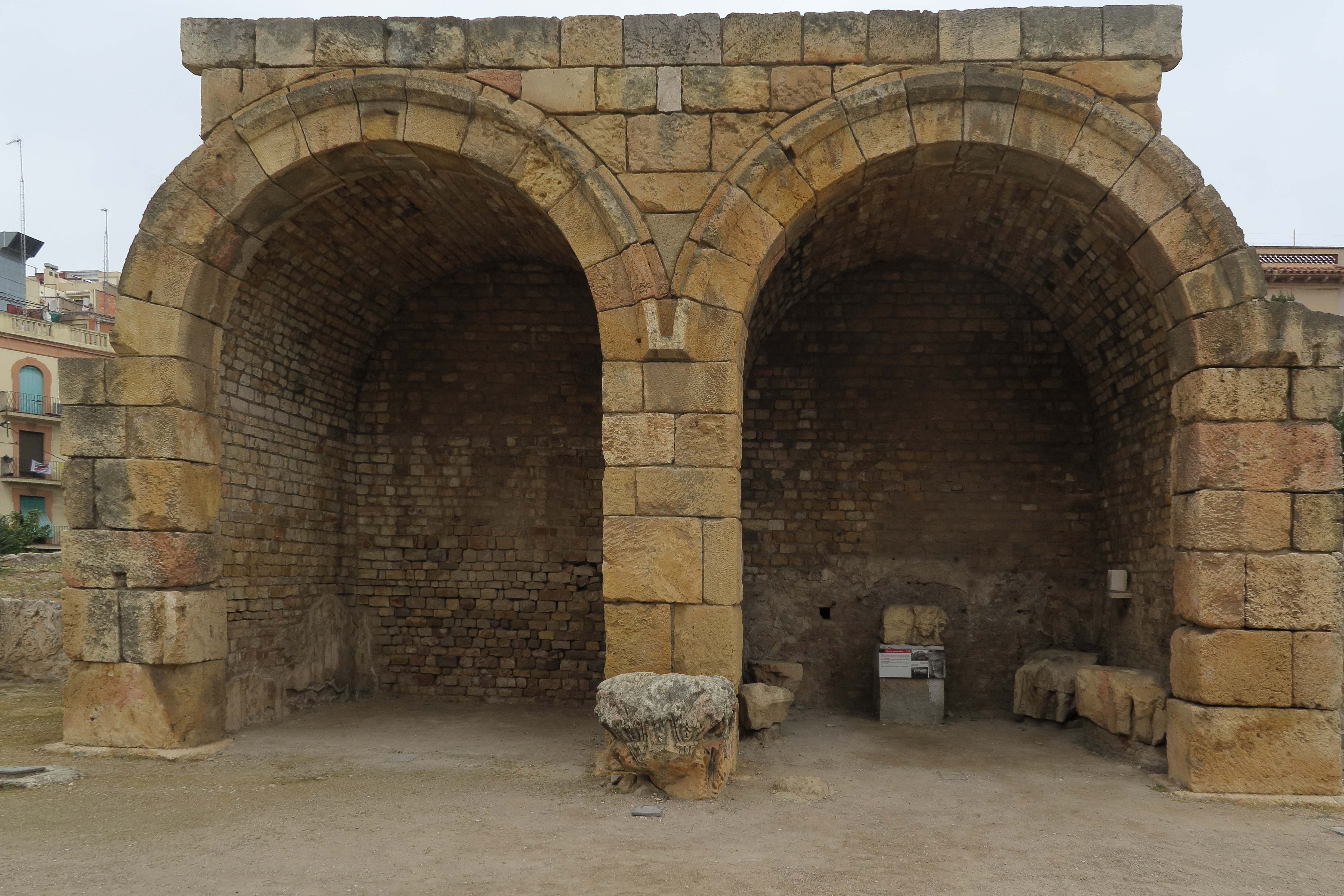
Vestiges d'une taverne d'époque romaine (forum romain de Tarragone, Espagne).

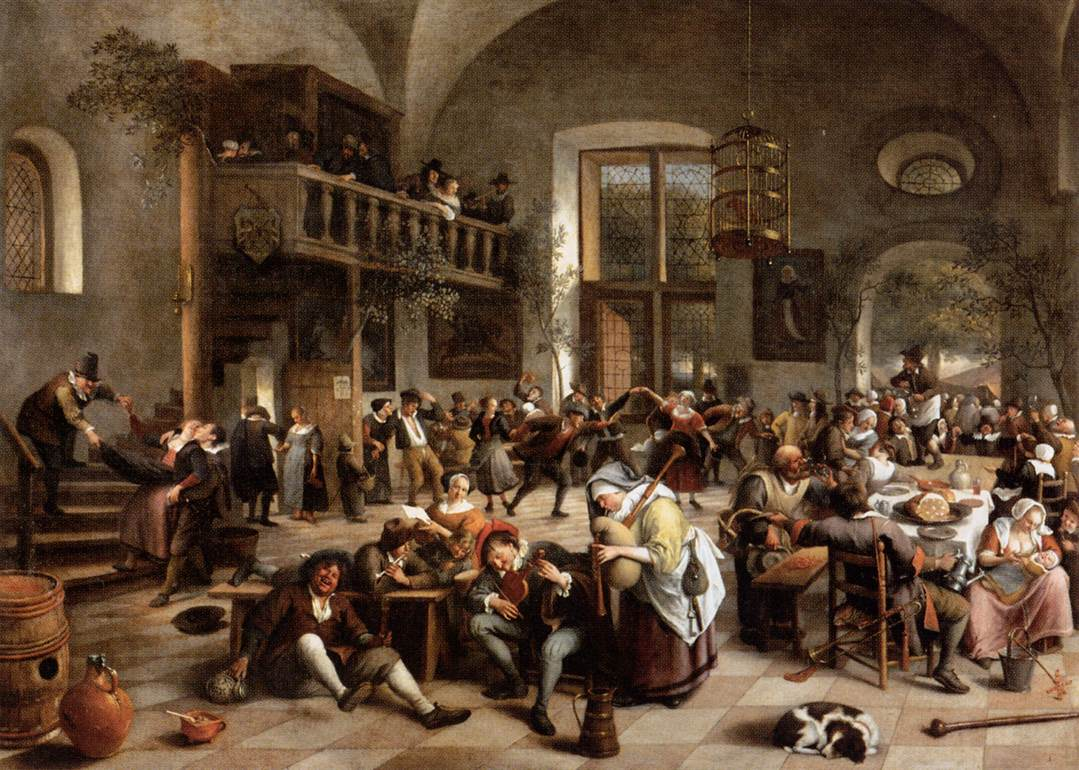
Scène de genre : taverne aux Pays-Bas à la fin du XVIIe siècle (tableau de Jan Steen).

### Antiquité
Dans la Rome antique, la popina est une taverne de mauvaise réputation, associée à la fois à la restauration, au jeu et à la prostitution.
À l'époque des Gaulois apparaissent les premières tavernes. Pour les populations locales, elles faisaient office de lieu de socialisation. Les Gaulois exploitaient les vignes, et alors qu'ils avaient du mal à consommer l'ensemble de leur production annuelle, ils décidèrent de créer les tavernes. À l'origine, les tavernes étaient des petites boutiques où les femmes vendaient du vin. À l'époque des Francs, les taverniers étaient seulement autorisés à vendre du vin à emporter. En effet, une loi franque prohibait à quiconque de s’asseoir dans une taverne afin de consommer du vin, puisque seuls les aubergistes et les cabaretiers, avaient le droit de servir du vin à des clients assis à des tables. Néanmoins, certaines fresques invitent à penser que les clients des tavernes buvaient au comptoir, tout en restant debout.

### Moyen Âge
Au Moyen Âge, les tavernes étaient des lieux de passage importants pour les voyageurs et les pèlerins. Elles proposaient un gîte et le couvert, ainsi que de la nourriture et des boissons. Elles étaient également des lieux de divertissement, où l'on pouvait assister à des spectacles, jouer aux jeux de hasard, et écouter de la musique,. Le tavernier y vend le vin au pichet ou au tonneau, alors que le cabaretier le sert au comptoir ou sur l'étal, à même la chaussée. 

### Ancien régime
Sous l'Ancien Régime, le tavernier ne vend que du vin alors que le cabaretier sert vin et repas complets, ce dernier parvenant à attirer toutes les couches de société. Les traiteurs, spécialisés à l'origine dans les noces et les banquets, supplantent au XVIIIe siècle tavernier, rôtisseur et cabaretier lorsqu'ils se mettent aussi à préparer les repas pour des clients fidèles ou de passage.